# Clara Beranger
Pour les articles homonymes, voir Beranger.
Clara Beranger est une scénariste américaine née le 14 janvier 1886 à Baltimore dans le Maryland aux États-Unis, morte le 10 septembre 1956 à Hollywood (États-Unis).

## Filmographie
- 1914 : Cameo Kirby d'Oscar Apfel
- 1915 : Anna Karénine (Anna Karenina) de J. Gordon Edwards
- 1917 : Motherhood de Frank Powell
- 1917 : The Debt (en) de Frank Powell
- 1917 : The Mirror
- 1917 : Mary Moreland
- 1917 : The Dormant Power
- 1918 : Dolly Does Her Bit
- 1918 : The Interloper d'Oscar Apfel
- 1918 : The Voice of Destiny
- 1918 : The Golden Wall
- 1918 : The Beloved Blackmailer de Dell Henderson
- 1918 : By Hook or Crook
- 1918 : The Love Net
- 1919 : The Bluffer
- 1919 : Heart of Gold
- 1919 : The Hand Invisible
- 1919 : The Little Intruder
- 1919 : Come Out of the Kitchen
- 1919 : Girls de Walter Edwards
- 1919 : The Firing Line de Charles Maigne
- 1919 : Bringing Up Betty d'Oscar Apfel
- 1919 : Sadie Love de John S. Robertson
- 1919 : Comme chien et chat (Wanted: A Husband) de John S. Robertson
- 1920 : The Fear Market de Kenneth S. Webb
- 1920 : Le Loupiot (Judy of Rogue's Harbor) de William Desmond Taylor
- 1920 : Les erreurs qui se paient (The Cost) d'Harley Knoles
- 1920 : Civilian Clothes de Hugh Ford
- 1920 : Half an Hour d'Harley Knoles
- 1920 : À ton bonheur (Flames of the Flesh) d'Edward LeSaint
- 1920 : Les Oiseaux noirs (Blackbirds)
- 1921 : Les Périls de l'ignorance (Sheltered Daughters) d'Edward Dillon
- 1921 : Le Bandeau de Cupidon (A Heart to Let) d'Edward Dillon
- 1921 : Exit the Vamp de Frank Urson
- 1921 : The Wonderful Thing d'Herbert Brenon
- 1921 : Miss Lulu Bett (en)
- 1922 : L'Effroi du vice (Bought and Paid For) de William C. de Mille
- 1922 : Des gens très bien (Nice People)  de William C. de Mille
- 1922 : L'Accordeur (Clarence) de William C. de Mille
- 1923 : The World's Applause
- 1923 : Only 38
- 1923 : The Marriage Maker de William C. de Mille
- 1923 : Est-ce bien de l'amour ? (Don't Call It Love) de William C. de Mille
- 1924 : Icebound
- 1924 : The Bedroom Window de William C. de Mille
- 1924 : The Fast Set
- 1925 : Locked Doors
- 1925 : Men and Women de William C. de Mille
- 1925 : Lost: A Wife
- 1925 : New Brooms de William C. de Mille
- 1926 : Don Juan's Three Nights
- 1927 : Nobody's Widow
- 1928 : Dominatrice (Craig's Wife) de William C. de Mille
- 1929 : The Idle Rich de William C. de Mille
- 1933 : His Double Life
- 1934 : The Social Register